# MOD
MOD (z music module – hudební modul) je oblíbený zvukový formát pro uložení hudby na počítačích a je prvním originálním typem modulového souboru. Formát není streamovaný a není v něm uložený výsledný zvuk nahrávky – místo toho obsahuje samply/vzorky nástrojů a noty. Pro přehrání je nutný program, který tento formát načte a ve správném čase každou notu odehraje.

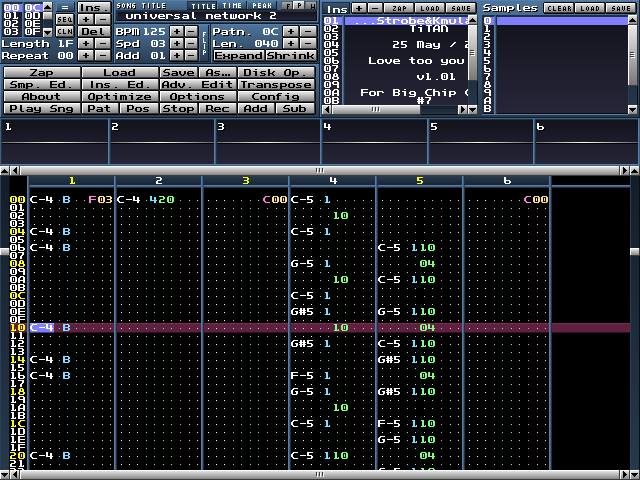
Vytvářet a ukládat soubory MOD je schopný např. program Milky Tracker

Program schopný přehrávání a vytváření MODů se nazývá Tracker. První trackery vznikly v 80. letech 20. století na osmi- a šestnáctibitových osobních počítačích a jejich možnosti byly úzce vázány na hardware zvukového čipu počítače. Trackery na Commodore 64, ZX Spectrum nebo u PC na kartu AdLib umožňovaly pouze zvuky generované podle parametrů příslušeného čipu, pozdější trackery s sebou přinesly samplované zvuky.
Formátem MOD poprvé zavedl SoundTracker pro 16bitové osobní počítače Amiga (500 a pozdější verze, s procesorem řady 680x0) – jeho zvukový čip podporoval hardwarové přehrávání až čtyř zvukových kanálů a samplované zvuky přehrávané na 22 kHz. MOD pro Amigu uměl implementovat „falešné“ stereo, kdy distribuoval dva kanály na levý a zbylé dva na pravý reproduktor, pozdější verze zavedly jemné stupňování sterea (panning) pro každý kanál.
Původní verze MOD dokázala nahrát 15 samplů/nástrojů do čtyř kanálů a pro ně až 128 tzv. patternů (pro vysvětlení pojmů vizte heslo Tracker); každý pattern měl 64 řádků. Samply mohly jen osmibitové a mono, bylo podporováno jejich opakování (podle definovaných „zarážek“). Zajímavostí je, že formát od první verze podporoval velikost samplů až 128 KiB a pro 16bitový systém velikosti a offsety samplů ukládal do 16 bitů (tedy v rozsahu 0 až 65 536), avšak dělené dvěma. Nástroje mají jednoduché úrovně hlasitosti. Zatímco pozdější formáty umožnily použití více samplů pro různé frekvenční rozsahy instrumentů, formát MOD uměl mapovat na jeden sampl na instrument. Původní SoundTracker uměl pracovat jen s 15 nástroji, u pozdější verze (již na PC, kde byl populární na začátku 90. let) to bylo až 31 nástrojů a též až 32 tracků.
SoundTracker, jako podobné trackery, umožňoval zápis not (konkrétně ve čtyřech oktávách) pro každý ze čtyř kanálů a též „efektů“ spolu s notou – efektem mohlo být např. nastavení nebo změna hlasitosti (v 64 stupních), výšky, efekty simulující hudební značky jako tremolo, portamento, glissando, vibrato, skok na následující nebo definovaný pattern, změna rychlosti.
MOD měl uloženy dva parametry pro výchozí rychlost přehrávání s tím, že pomocí efektů se daly změnit. Jedním, označovaným trochu nepřesně jako rychlost, byl počet iterací, po které se přehrávač má zastavit na každém řádku, druhý parametr určoval BPM. Minimální časový rámec MOD souboru je 0,02 sekundy, protože originální software využíval VSync monitoru, který běžel v 50 Hz časovacím cyklu. 
Pro trackovanou hudbu od konce 80. vznikla undergroundová hudební scéna a trackovaná hudba byla součástí demoscény. Část přežila dodnes, část hudebníků (převážně v první dekádě 21. století) přešlo na sekvencery s pokročilejší hudební software, který umožňoval více využít mezitím posunuté hardwarové limity tehdejších již 32bitových počítačů. Z fanoušků a nadšenců trackované hudby se rekrutuje několik dnes známých DJů, skladatelů apod. například Thomas Jacob Bergersen z Two Steps from Hell.